# Dorfmühle (Verl)
Die Dorfmühle, auch als Alte Dorfmühle bezeichnet, ist eine denkmalgeschützte Wassermühle in der Stadt Verl  im Kreis Gütersloh (Nordrhein-Westfalen). Sie ist die älteste Mühle im Verler Stadtgebiet. Die in Fachwerkbauweise errichtete Anlage war seit dem Jahr 1745 als Mahlmühle in Betrieb und wurde in den 1980er Jahren stillgelegt. Das Gebäude ist seit 1991 als Baudenkmal Nummer 39 in die städtische Denkmalliste eingetragen.

## Lage
Die Dorfmühle befindet sich am nördlichen Rand des Verler Stadtkerns. Sie liegt am Ölbach, einem zum Flusssystem der Ems gehörenden Gewässer, das in der Senne bei Stukenbrock entspringt und im Norden des Rheda-Wiedenbrücker Ortsteils Lintel in die Wapel mündet. Der 29,6 Kilometer lange Ölbach passiert die Mühle nach rund 15,8 Kilometern Fließstrecke.
Die Dorfmühle liegt rund hundert Meter nordwestlich der katholischen Pfarrkirche St. Anna, der katholische Friedhof Verls liegt unmittelbar westlich des Gebäudes.

## Architektur
Bei der Dorfmühle handelt es sich um einen zweigeschossigen, hochsockligen Fachwerkbau mit Krüppelwalmdach. Das Dach ist mit Giebeltrapezen ausgestattet, die auf profilierten, schwach vorkragenden Balkenköpfen errichtet wurden. An der östlichen Dachtraufe finden sich ein Zwerchhaus sowie eine Ladeluke. Die Bebauung des Grundstücks spiegelt die historischen bäuerlichen Lebens-, Arbeits- und Produktionsverhältnisse anschaulich wider und gilt somit als ein für die Geschichte der Stadt Verl bedeutendes Zeitdokument.
Auf Höhe der vor der Mühle gelegenen Straßenbrücke befindet sich ein Standbild des heiligen Johannes Nepomuk, dessen ebenfalls denkmalgeschützter Sockel aus dem Jahr 1752 stammt. Die rekonstruierte Figur ist jedoch modernen Ursprungs.

## Geschichte

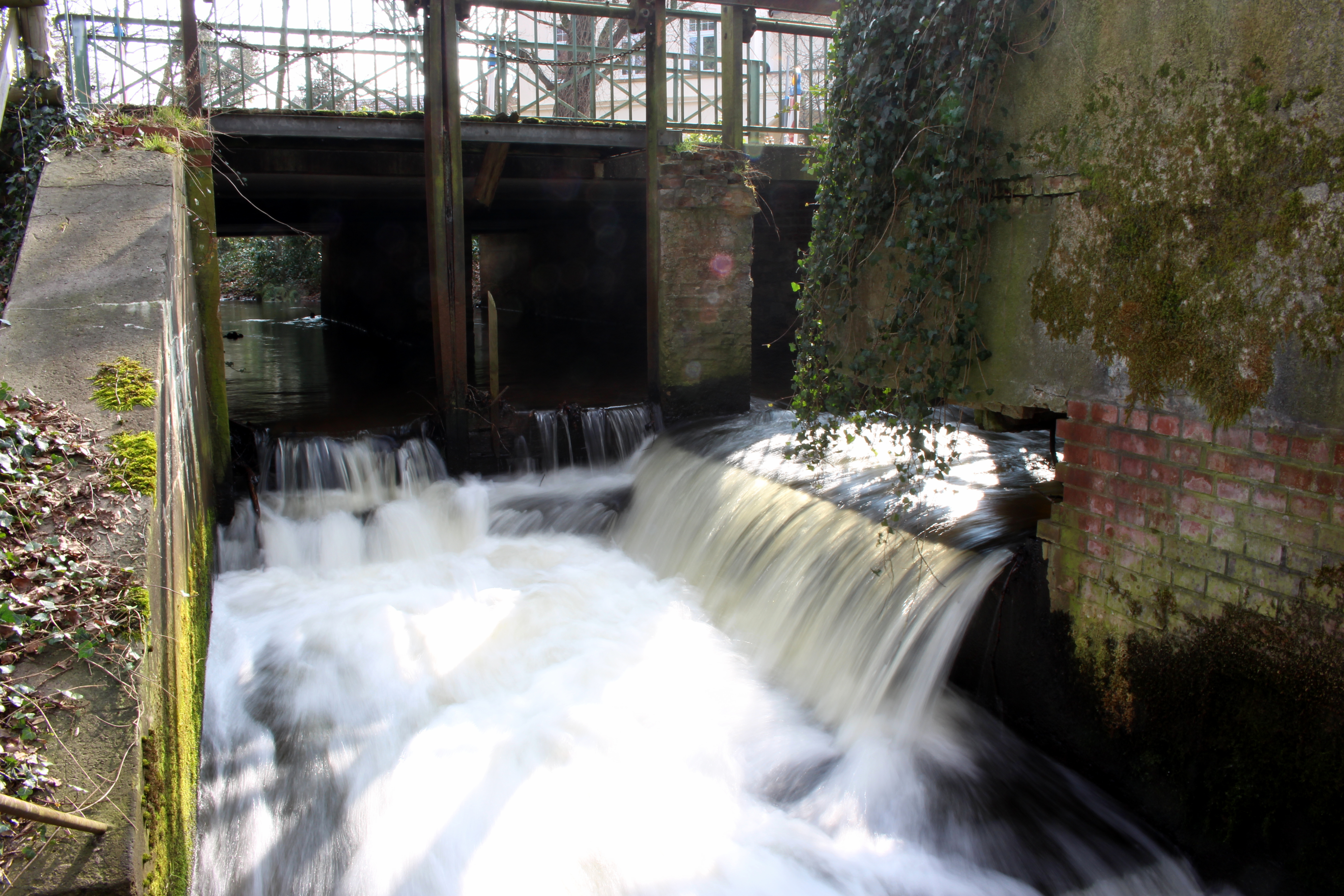
Ehemaliger Standort des Mühlrades

Die Dorfmühle ist die älteste Mühle im Verler Stadtgebiet. Bereits in einer im Staatsarchiv Münster verwahrten Urkunde aus dem Jahr 1370 findet sich ein Hinweis auf eine "molen to Verlo" und damit auf eine Vorgängerin der heutigen Mühle. Das jetzige Gebäude besitzt einen Fachwerkkern, der auf das Jahr 1598 zurückgehen soll. Als Mahlmühle ist das Bauwerk seit 1745 in Betrieb, befand sich viele Jahrzehnte im Besitz der Grafen von Rietberg und unterlag zu dieser Zeit dem Mühlenzwang. Ihr heutiges Erscheinungsbild verdankt die vorwiegend zur Verarbeitung von Buchweizen eingesetzte Mühle einer umfangreichen Renovierung im Jahr 1819, die neben Arbeiten am Bachlauf sowie am Gebäude selbst auch die Neuerrichtung des Flutwerks und des Radstuhls umfasste.
Die Dorfmühle ging im Jahr 1852 in den Besitz der ortsansässigen Familie Wester-Ebbinghaus über, in dem sie sich bis heute befindet. 1886 erneuerte der Sender Mühlenbauer Christoph Brinkord die Holz- und Eisenteile des Antriebs. Im Jahr 1893 erfolgte der Bau eines angegliederten Sägewerks mit Kesselhaus und hohem Schornstein, in dessen Zuge die Mahlmühle mit einer Turbine ausgerüstet wurde. Das oberschlächtige Wasserrad wurde vermutlich im Jahr 1916 abgebaut. Nach dem Zweiten Weltkrieg herrschte zunächst ein noch reger Mahlbetrieb, ab 1964 wurde in der Dorfmühle jedoch nur noch seitens der Pächter für den Eigenbedarf gemahlen. Das Grundstück wurde schließlich Anfang der 1980er Jahre an einen Baustoffhändler verpachtet, seitdem ist der Mühlenbetrieb eingestellt und die technische Einrichtung demontiert. Seit 2004 befindet sich ein Gartenbaustoffmarkt im Gebäude. Seit 2013 steht die Mühle jedoch wieder leer.